# 诺尔切·德布劳沃
诺尔切·德布劳沃（荷蘭語：Noortje de Brouwer，1999年3月9日—），荷兰女子花样游泳运动员，她曾获得2024年世界游泳锦标赛女子双人自由自选银牌。她的双胞胎姐妹布雷赫耶同样也是花样游泳运动员。